# LP-3322a
La LP-3322a és una carretera antigament anomenada provincial, actualment gestionada per la Generalitat de Catalunya. La L correspon a la demarcació de Lleida, i la P al seu antic caràcter de carretera provincial. Discorre íntegrament pel terme municipal de Linyola, de la comarca del Pla d'Urgell. És l'antic traçat de la carretera LP-3322 pel dins del nucli urbà de la vila.
Arrenca d'un punt giratori situat en el punt quilomètric 7,75 de la carretera LP-3322, situat al sud de Linyola, i s'adreça cap al nord. En 1 quilòmetre arriba al centre del nucli urbà de la població, i en un altre quilòmetre arriba a un altre punt giratori situat al nord de la vila, en el punt quilomètric 10,4 de la mateixa carretera LP-3322.